# Feltia hudsonii
Feltia hudsonii är en fjärilsart som beskrevs av Smith 1903. Feltia hudsonii ingår i släktet Feltia och familjen nattflyn. Inga underarter finns listade i Catalogue of Life.